# Tour de Picardia
El Tour de Picardia (en francès Tour de Picardie) va ser una cursa ciclista per etapes francesa que es disputà anualment per les carreteres de la regió de la Picardia. La cursa es creà el 1936 sota en nom de Tour de l'Oise o Tour de l'Oise i del Somme. El 2000 la cursa s'anomenà Tour de l'Oise i Picardia i a partir de l'any següent, el 2001 ja agafà el nom actuall. El 2005 la cursa s'integrà a l'UCI Europa Tour, amb una categoria 2.1.
El primer vencedor fou Marcel Blanchon, mentre que quatre corredors, amb quatre victòries, lideren el palmarès: Willy Teirlinck, Gilbert Duclos-Lassalle, Jelle Nijdam i Michael Sandstød.
Entre 1953 i 1965 existí una cursa per etapes que s'anomenà Tour de Picardia, amb la qual no s'ha de confondre.

## Palmarès
| Any  | Vencedor                | Segon                           | Tercer                       |
| ---- | ----------------------- | ------------------------------- | ---------------------------- |
| 1936 | Marcel Blanchon         | Robert Renoncé                  | Bernard Masson               |
| 1937 | Gaston Grimbert         | Auguste Mallet                  | Max Harmand                  |
| 1938 | Lucien Le Guével        | Jean Goujon                     | Fabien Galateau              |
| 1939 | André Desmoulins        | Aloïs Delchambre                | Robert Godard                |
| 1950 | Simon Hyz               | Raymond Haegel                  | Jean Mage                    |
| 1951 | Pierre Lagrange         | Maurice Monier                  | Serge Kreher                 |
| 1952 | Raymond Komor           | Gilbert Loof                    | Pierre Pardoën               |
| 1953 | Alfred Tonello          | Gilbert Loof                    | Roger Bertaz                 |
| 1954 | Jean Bellay             | Max Lefebvre                    | Pierre Gaudot Gilbert Bauvin |
| 1955 | Lucien Gillen           | Marcel Ernzer                   | Willy Kemp                   |
| 1956 | Louis Caput             | Roger Chupin                    | Maurice Baele                |
| 1957 | Jean Stablinski         | André Dupré                     | Maurice Moucheraud           |
| 1958 | Joseph Thomin           | Louis Kosec                     | Jean Bellay                  |
| 1959 | Joseph Wasko            | Jean-Claude Grèt                | Klaus Bugdahl                |
| 1960 | Jo de Haan              | Bernard Viot                    | Julien Schepens              |
| 1961 | Jaume Alomar Florit     | Joseph Wasko                    | Dieter Puschel               |
| 1962 | André Bar               | Horst Oldenburg                 | Joseph Thomin                |
| 1963 | Klaus Bugdahl           | Seamus Elliott                  | Anatole Novak                |
| 1964 | Winfried Bölke          | Ferdinand Bracke                | Jean-Pierre Van Haverbeke    |
| 1965 | Seamus Elliott          | Christian Raymond               | Daniel Salmon                |
| 1966 | Hubert Niel             | Jean-Claude Lefebvre            | Barry Hoban                  |
| 1967 | Peter Glemser           | Guy Ignolin                     | José Samyn                   |
| 1968 | Walter Boucquet         | Barry Hoban                     | Leopold Van den Neste        |
| 1969 | José Samyn              | Willy Planckaert                | Bernard Guyot                |
| 1970 | Frans Verbeeck          | Leo Duyndam                     | Davide Boifava               |
| 1971 | André Dierickx          | Barry Hoban                     | Roland Berland               |
| 1972 | Cyrille Guimard         | José Catieau                    | Alain Santy                  |
| 1973 | Alain Santy             | Michel Périn                    | Daniel Rebillard             |
| 1974 | Robert Mintkiewicz      | Jean-Jacques Fussien            | Maurice Dury                 |
| 1975 | Dietrich Thurau         | Gerrie Knetemann                | Willy Teirlinck              |
| 1976 | Emiel Gysemans          | Régis Delépine                  | Jean Chassang                |
| 1977 | Willy Teirlinck         | Willem Peeters                  | Emiel Gysemans               |
| 1978 | Willy Teirlinck         | Jacques Bossis                  | Dominique Sanders            |
| 1979 | Bernard Hinault         | Yvon Bertin                     | Jean Chassang                |
| 1980 | Patrick Bonnet          | Jean-René Bernaudeau            | Jean-François Pescheux       |
| 1981 | Jean-Luc Vandenbroucke  | Patrick Bonnet                  | Marc Madiot                  |
| 1982 | Gilbert Duclos-Lassalle | Jean-Luc Vandenbroucke          | Etienne De Wilde             |
| 1983 | Pascal Jules            | Gilbert Duclos-Lassalle         | Etienne De Wilde             |
| 1984 | Allan Peiper            | Stephen Roche                   | Nico Emonds                  |
| 1985 | Jozef Lieckens          | Francis Castaing                | Pascal Jules                 |
| 1986 | Gilbert Duclos-Lassalle | Michel Vermote                  | Eric McKenzie                |
| 1987 | Jelle Nijdam            | Jos Lammertink                  | Steve Bauer                  |
| 1988 | Steve Bauer             | Jürg Bruggmann                  | Jan Goessens                 |
| 1989 | Andreas Kappes          | Jelle Nijdam                    | Mathieu Hermans              |
| 1990 | Hendrik Redant          | Ralph Moorman                   | Eddy Schurer                 |
| 1991 | Wilfried Nelissen       | Thierry Marie                   | Francis Moreau               |
| 1992 | Thierry Marie           | Luc Leblanc                     | Miguel Indurain Larraya      |
| 1993 | Frédéric Moncassin      | Eddy Seigneur                   | Edwig Van Hooydonck          |
| 1994 | Miguel Indurain Larraya | Eddy Seigneur                   | Emmanuel Magnien             |
| 1995 | Jelle Nijdam            | Christopher Miles Boardman      | Jacky Durand                 |
| 1996 | Philippe Gaumont        | Laurent Desbiens                | Christopher Miles Boardman   |
| 1998 | Alekszandr Vinokurov    | Lauri Aus                       | Frédéric Gabriel             |
| 1999 | Jaan Kirsipuu           | Marc Streel                     | Marco Milesi                 |
| 2000 | Michael Sandstød        | Martin Rittsel                  | Jørgen Bo Petersen           |
| 2001 | Olivier Asmaker         | Arvis Piziks                    | Linas Balčiūnas              |
| 2002 | Michael Sandstød        | Jacky Durand                    | Olivier Asmaker              |
| 2003 | David Millar            | Juan Carlos Domínguez Domínguez | Bradley McGee                |
| 2004 | Tom Boonen              | Jimmy Casper                    | Stefan van Dijk              |
| 2005 | Janek Tombak            | Ludovic Auger                   | Mikhailo Khalilov            |
| 2006 | Jimmy Casper            | Cédric Hervé                    | Jimmy Engoulvent             |
| 2007 | Robert Hunter           | Janek Tombak                    | Alessandro Proni             |
| 2008 | Sébastien Chavanel      | Jean-Eudes Demaret              | Martin Elmiger               |
| 2009 | Lieuwe Westra           | Romain Feillu                   | Jimmy Casper                 |
| 2010 | Ben Swift               | Koldo Fernández de Larrea       | Allan Davis                  |
| 2011 | Romain Feillu           | Kenny Dehaes                    | Filippo Pozzato              |
| 2012 | John Degenkolb          | Kenny van Hummel                | Leonardo Fabio Duque         |
| 2013 | Marcel Kittel           | Bryan Coquard                   | Kenny van Hummel             |
| 2014 | Arnaud Démare           | Ramon Sinkeldam                 | Bryan Coquard                |
| 2015 | Kris Boeckmans          | Andrea Guardini                 | Evaldas Šiškevičius          |
| 2016 | Nacer Bouhanni          | Sondre Holst Enger              | Kenny Dehaes                 |